# I Don't Want to Spoil the Party
I Don't Want to Spoil the Party è una canzone dei Beatles, scritta da Lennon-McCartney, che appare nell'album Beatles for Sale e nell'EP Beatles for Sale No. 2.

## Il brano

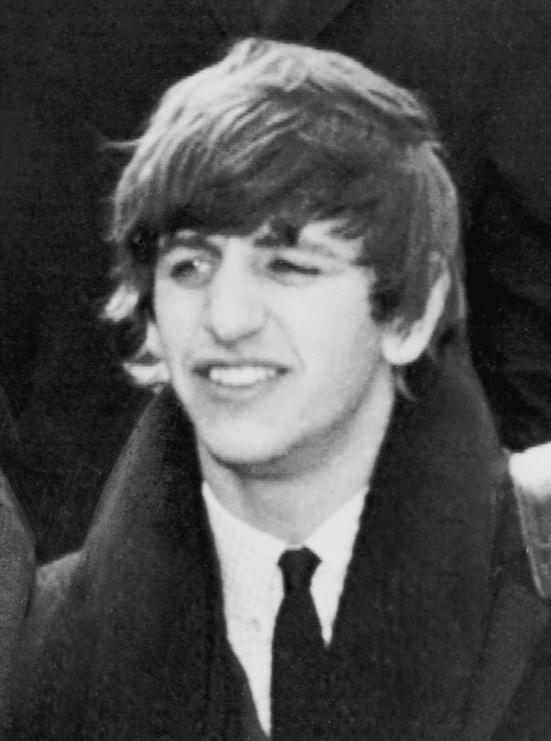
Ringo Starr

Il brano venne scritto come pezzo per Ringo Starr. Al batterista, per tradizione, era riservata una occasione di vocalist in ogni album dei Beatles, eccetto in due rare eccezioni. John Lennon e Paul McCartney avevano già scritto un brano per Ringo, I Wanna Be Your Man, e I Don't Want to Spoil the Party era il brano scelto per Ringo per Beatles for Sale. Lennon decise di tenerla per sé, per cui Ringo cantò la cover Honey Don't.
Venne registrata il 29 settembre 1964, nello Studio Due di Abbey Road, in 19 nastri, dei quali solamente cinque erano completi. Nello stesso giorno, il primo di lavorazione a Beatles for Sale, sono state registrate Every Little Thing e What You're Doing. Il mixaggio mono avvenne il 26 ottobre, mentre quello stereo il 4 novembre. Per entrambi venne scelto il diciannovesimo nastro.
In patria apparve al dodicesimo posto dell'album Beatles for Sale, e in seguito sul secondo omonimo extended play. Negli USA apparve su un singolo come lato B di Eight Days a Week, e arrivò al primo posto di Billboard. In seguito venne pubblicata come quinta traccia anche su Beatles VI.

## Formazione
- John Lennon: voce, chitarra ritmica acustica
- Paul McCartney: seconda voce, basso elettrico
- George Harrison: cori, chitarra solista
- Ringo Starr: batteria, tamburello[2][5]